# Lilla Grundören
Lilla Grundören är en ö i Finland. Den ligger i Bottenviken och i kommunen Larsmo i den ekonomiska regionen  Jakobstadsregionen i landskapet Österbotten, i den nordvästra delen av landet. Ön ligger omkring 89 kilometer nordöst om Vasa och omkring 420 kilometer norr om Helsingfors.
Öns area är 58,9 hektar och dess största längd är 1,1 kilometer i nord-sydlig riktning. I omgivningarna runt Lilla Grundören växer i huvudsak barrskog.